# Xin lỗi, anh yêu em
Xin Lỗi, Anh Yêu Em (tiếng Hàn: 미안하다 사랑한다; Romaja: MiSa - Mianhada Saranghanda-I'm sorry, I love you) là 1 bộ phim truyền hình Hàn Quốc của kênh KBS. Diễn viên đóng chính của phim là So Ji-sub và Im Soo-Jung, bài hát chính của phim: "Snow Flower" bởi Park Hyo-shin. Ca khúc được công chúng đón nhận nồng nhiệt vì góp phần không nhỏ tới thành công của bộ phim.

## Tóm tắt nội dung
Cha Moo Hyuk bị cha mẹ bỏ rơi khi vừa mới lọt lòng, anh được nuôi dưỡng tại cô nhi viện, năm lên 2 tuổi anh được cặp vợ chồng người Úc nhận nuôi dưỡng. Nhưng số phận Moo Hyuk chưa dừng ở đó, một thời gian sau ngày được nhận nuôi, anh bị ngược đãi và bắt đầu cuộc sống của một kẻ du đãng, nay đây mai đó với "nghề" cướp giật, bảo kê... đủ thứ.
Choi Yoon là một ca sĩ nổi tiếng của Hàn Quốc, anh có nhân viên phục trang là Song Eun Chae. Trong một lần lưu diễn ở Úc, giữa anh và Eun Chae có chút mâu thuẫn và Eun Chae quyết định bỏ về nước trước khi anh lưu diễn xong. Nhưng thật không may cho Eun Chae là cô đã bị 1 toán lang thang giống như Moo Hyuk cướp toàn bộ hành lý và giấy tờ. Và định mệnh đã cho 2 người gặp nhau trong 1 hoàn cảnh không thể đẹp hơn, ban đầu Moo Hyuk định lừa bán Eun Chae để kiếm tiền nhưng anh đã kịp nhận ra Eun Chae là 1 cô bé rất đáng thương và tội nghiệp... anh dắt Eun Chae ngủ dưới gầm cầu, nơi mà sau này trở thành 1 ký ức đẹp của 2 người... Sáng hôm sau khi Eun Chae tỉnh dậy thì đã thấy hành lý của mình như chưa hề bị cướp...
Về phần Moo Hyuk, sau khi giúp đỡ cho Eun Chae anh đã tham gia lễ cưới của cô người yêu cũ (đã bỏ anh để chạy theo đồng tiền), và bi kịch đã xảy ra khi Moo Hyuk vô tình bị trúng 2 phát đạn vào đầu khi anh cố gắng cứu cô người yêu phản bội thoát khỏi bàn tay kẻ sát nhân. Cứu được mạng sống của anh đã là một kỳ tích nhưng trớ trêu thay, vẫn còn sót 1 viên đạn trong đầu anh mà bác sĩ không thể lấy ra được. Cuộc sống của Moo Hyuk như chuyển sang 1 trang mới khi anh chỉ còn được sống không đến 1 năm, viên đạn trong đầu có thể lấy mạng anh bất cứ lúc nào. Biết mình không còn sống được lâu, Moo Hyuk quyết định trở về quê hương Hàn Quốc để tìm lại người mẹ ruột đã bỏ rơi mình (mà theo anh nghĩ là vì kinh tế khó khăn nên mới làm như thế). Nhưng sự thật quá vô tình khi anh tìm lại được người chị sinh đôi của mình đang bị bệnh tâm thần và phát hiện ra người mẹ mà anh đang tìm kiếm là diễn viên nổi tiếng Audrey cùng cậu con trai Choi yoon đang sống trong vinh hoa phú quý. Cảm giác bị bỏ rơi không có lý do khiến cho Moo Hyuk quyết định trả thù 2 người. Và cũng từ ngày đó Moo Hyuk đã gặp lại Eun Chae, những tưởng tình cảm của 2 người chỉ là mơ hồ, nào ngờ nó dần sâu sắc và mạnh mẽ... rồi hàng loạt những biến cố đã xảy ra...
Khi tình yêu của Moo Hyuk và Eun Chae đang sâu đậm cũng là lúc viên đạn trong đầu hành hạ anh, biết cái chết đã đến rất gần Moo Hyuk quyết định tránh xa Eun Chae. Nhưng anh đã lầm, tình yêu mà Eun Chae dành cho anh cũng lớn lao không kém gì tình cảm của anh dành cho cô, 2 người tìm đến nhau trong nước mắt. Nỗi đau chồng chất nỗi đau khi anh biết được rằng mẹ Oh Deri không hề bỏ rơi mình mà chính cha của Eun Chae đã làm điều đó. Nhưng đã quá muộn, Moo Hyuk quyết định ra đi trong im lặng mà không hề cho mẹ ruột của mình biết. Và một lần nữa anh đã trốn tránh Eun Chae để tìm đến cái chết trong sự cô độc. Trước khi ra đi Moo Hyuk đã gọi điện cho Eun Chae thì thầm 1 câu mà khiến cho người xem không khỏi rơi nước mắt đó là:"Xin Lỗi, Anh Yêu Em!"
Sau khi chết, Moo Hyuk đã hiến tặng trái tim của mình cho Choi Yoon, và anh này đã trở lại với cuộc sống bình thường. Những tưởng cái chết của Moo Hyuk đã là kết thúc, nào ngờ người xem lại thêm 1 lần nữa ngẹn ngào khi Song Eun Chae trở lại nước Úc, nơi 2 người có những kỷ niệm đẹp ban đầu rồi tìm đến bên phần mộ của Moo Hyuk, phần mộ không có tên người chết mà chỉ có dòng chữ "Xin Lỗi, Anh Yêu Em". Eun Chae nằm xuống nơi phần mộ người yêu của mình, từ từ nhắm mắt bên cạnh lọ thuốc độc, môi vẫn mỉm cười vì cô biết sẽ được gặp lại anh trên thiên đường....
Đây rõ ràng là hình phạt nặng nề nhất với cha của Eun Chae khi đón nhận cái chết của con gái mình.

## Đánh giá
Đây là một bộ phim mang đậm tính nhân văn sâu sắc xen lẫn chuyện tình yêu cảm động đặc trưng của Á Đông. Ngay sau khi phát hành bộ phim trở thành cơn lốc quét qua hàng loạt nước châu Á và trên thế giới từ những bản nhạc đến phong cách ăn mặc trong phim. Dàn diễn viên trẻ tuổi, diễn xuất xuất sắc cũng như nội dung sâu lắng đã mang về cho bộ phim hàng loạt giải thưởng quan trọng trong năm cho phim truyền hình.

## Diễn viên
- Cha Moo-hyuk: So Ji-sub
- Song Eun-chae: Im Soo-Jung
- Choi Yoon (singer): Jung Kyung-ho
- Kang Min-joo: Suh Ji Young
- Oh Deri (real name: Jo Mal-bok) (Yoon's mom): Lee Hye-young
- Moon Ji-young: Choi Yeo Jin
- Yoon Seo-kyung: Jeon Hye-jin
- Min Hyun-suk: Shin Goo
- Song Dae-chun (Eun-chae's dad): Lee Young-ha
- Jang Hye-sook (Eun-chae's mom): Kim Hye-ok
- Song Sook-chae (Eun-chae's older sister): Ok Ji-young
- Song Min-chae (Eun-chae's younger sister): Jung Hwa-young
- Kim Gal-chi (Seo-kyung's son): Park Geon-tae
- Assassin: David No

## Nhạc phim (OST)
- "Snow Flower": Park Hyo Shin
- "Please Go Back": Jeong Jae Wook
- "My Precious Person": Kim Seong Pil
- "Someone Is Living In My Heart": J
- "Back To First Time": Jeong Jae Wook

## Số lượt rating (đánh giá)
| Tập        | Seoul | Hàn Quốc |
| ---------- | ----- | -------- |
| Tập 1      | 16.6% | 16.1%    |
| Tập 2      | 16.7% | 16.1%    |
| Tập 3      | 19.3% | 18.5%    |
| Tập 4      | 17.1% | 16.9%    |
| Tập 5      | 19.3% | 19.8%    |
| Tập 6      | 17.7% | 18.5%    |
| Tập 7      | 15.4% | 16.5%    |
| Tập 8      | 15.3% | 17.0%    |
| Tập 9      | 17.5% | 18.2%    |
| Tập 10     | 19.6% | 20.1%    |
| Tập 11     | 20.3% | 20.3%    |
| Tập 12     | 22.5% | 21.7%    |
| Tập 13     | 22.7% | 23.2%    |
| Tập 14     | 27.4% | 27.1%    |
| Tập 15     | 25.7% | 25.6%    |
| Tập 16     | 28.6% | 29.2%    |
| Trung bình | 20.3% | 20.1%    |

Nguồn: TNSMK Media Korea

## Giải thưởng
| Năm  | Giải thưởng |
| ---- | --- |
| 2005 | - 32nd Korean Broadcasting Awards: Best Picture Award - 41st Baeksang Awards: Best Actor in a TV Drama (So Ji-sub) |
| 2004 | - KBS Drama Awards: Cặp Đôi Đẹp Nhất (So Ji-sub và Im Soo-jung) - KBS Drama Awards: Diễn viên Xuất Sắc ([[So Ji-sub) - KBS Drama Awards: Giải Người Xem Bình Chọn (So Ji-sub) - KBS Drama Awards: Nữ Diễn viên Mới Xuất Sắc (Im Soo-jung) - KBS Drama Awards: Giải Người Xem Bình Chọn (Im Soo-jung) - KBS Drama Awards: Giải Cư Dân Mạng Bình Chọn (Im Soo-jung) - KBS Drama Awards: Giải Diễn viên Nhí Xuất Sắc (Park Geon-tae) |

## Phiên bản làm lại
- Phiên bản Thổ Nhĩ Kỳ, Bir Aşk Hikayesi, chiếu kênh Fox TV từ 26/3/2013.
- Phiên bản Thái Lan, ขอโทษที่รักเธอ, công chiếu 2/3/2016 trên kênh ONE HD 31, từ thứ 4 và thứ 5 với sự tham gia của Nitidon Pomsuwan; Worakarn Rojjanawat; Tanatat Chaiyaat; Sinjai Plengpanich & Monchanok Saengchaipiangpen, phim phát sóng tại Việt Nam trên kênh VTV8.

## Liên kết Ngoài
- Trang Chủ KBS
- Liên hoan Phim KBS 2004